# Lilly Ajarova
Lillian "Lilly" Ajarova (née en 1969) est une écologiste ougandaise et experte en tourisme. Elle est directrice générale de l'Office ougandais du tourisme, l'agence gouvernementale ougandaise chargée de promouvoir le pays en tant que destination touristique. Elle est nommée à ce poste le 10 janvier 2019.
Avant cela, de 2005 à 2019, elle est directrice exécutive du Chimpanzee Sanctuary & Wildlife Conservation Trust, qui gère le sanctuaire de chimpanzés de l'île de Ngamba, sur le Lac Victoria.

## Enfance et formation
Elle est née en Ouganda début 1969 (janvier ou février). Elle fréquente les écoles primaires et secondaires locales. Elle étudie à l'université Makerere, la plus ancienne et la plus grande université publique d'Ouganda, où elle obtient un Bachelor of Science en psychologie et sociologie. Son deuxième diplôme est une maîtrise en administration des affaires, obtenue à l'Institut de gestion de l'Afrique orientale et australe (en) (Eastern and Southern African Management Institute, ESAMI), en 2004. Lilly est également titulaire d'un diplôme d'études supérieures en gestion hôtelière et touristique de l'Institut international du tourisme et de la gestion en Autriche. En outre, elle possède un certificat de compétence en matière de conseils d'administration, délivré par le Collège universitaire des sciences appliquées d'Oslo et d'Akershus (en).

## Carrière
Pendant plus de 8 ans, de 1996 à 2005, Ajarova travaille à l'Uganda Wildlife Authority (en), en tant que responsable du développement et du marketing du tourisme. À ce titre, elle est responsable du développement des services touristiques dans les parcs nationaux de l'Ouganda.
De là, elle est allée au Chimpanzee Sanctuary & Wildlife Conservation Trust, dont elle est la directrice exécutive pendant quatorze ans. L'organisation est propriétaire/exploitant du sanctuaire de chimpanzés de l'île de Ngamba, sur le Lac Victoria,,. Pendant son séjour, elle est membre de l'Office ougandais du tourisme (Uganda Tourism Board, UTB). Elle est présidente du comité qui classe et note les hôtels ougandais en 2015,.
En 2019, elle est nommée à la tête de l'UTB, en remplacement de Stephen Asiimwe. Son adjoint à l'UTB est Bradford Ochieng. Elle est nommée à ce poste le 10 janvier 2019,,.
Elle est remplacée en tant que directrice exécutive du Chimpanzee Sanctuary Trust par le Dr Joshua Rukundo. Elle remet ces fonctions le 5 mars 2019.

## Prix et distinctions
Lilly Ajarova est la récipiendaire du Prix National du Jubilé d'Or 2015, du Prix d'excellence touristique 2017 et du Prix de la conservation de la faune 2017,. Elle est lauréate nationale du prix 2018 dans le secteur du bien-être et des organisations de la société civile des femmes les plus influentes du monde des affaires et du gouvernement de CEO Global.